# Бесеј ан Шом
Бесеј ан Шом (фр. Bessey-en-Chaume) насеље је и општина у источном делу централне Француске у региону Бургоња, у департману Златна обала која припада префектури Бон.
По подацима из 2011. године у општини је живело 110 становника, а густина насељености је износила 10,52 становника/km². Општина се простире на површини од 10,46 km². Налази се на средњој надморској висини од 604 метара (максималној 601 m, а минималној 365 m).

## Демографија
| 1962. | 1968. | 1975. | 1982. | 1990. | 1999. | 2011. |
| ----- | ----- | ----- | ----- | ----- | ----- | ----- |
| 98    | 99    | 82    | 79    | 87    | 98    | 110   |

График промене броја становника у току последњих година